# Rodolfo Laganà
Rodolfo Laganà (Roma, 7 marzo 1957) è un attore, comico e regista teatrale italiano.

## Biografia

### Origini e formazione
Nato e cresciuto a Roma da padre calabrese e madre abruzzese, ha iniziato la sua carriera nel Laboratorio di esercitazioni sceniche di Gigi Proietti.

### Carriera
Insieme ad alcuni colleghi di corso  tra cui Massimo Wertmüller, Paola Tiziana Cruciani, Giorgio Tirabassi e Patrizia Loreti, ha creato il gruppo comico La Zavorra, col quale ha partecipato a diverse trasmissioni televisive (come il varietà di Rai 1 Al Paradise, che aveva come principali autori Antonello Falqui e Michele Guardì). Il sodalizio si scioglierà poi nel 1984.

### La malattia
Nel 2014 ha annunciato di soffrire da quattro anni di sclerosi multipla: la rivelazione è stata fatta durante un convegno dell'AISM. Nonostante l'aggravamento della malattia, rivelatasi ben presto aggressiva, costringendolo a muoversi su una sedia a rotelle, egli prosegue la sua attività di attore.

## Vita privata
Rodolfo Laganà ha un figlio di nome Filippo, anche lui attore. La moglie è Gloria Fegiz.

## Filmografia

### Cinema
- Scherzo del destino in agguato dietro l'angolo come un brigante da strada, regia di Lina Wertmüller (1983)
- Sing Sing, secondo episodio, regia di Sergio Corbucci (1983)
- Magic Moments, regia di Luciano Odorisio (1984)
- Fatto su misura, regia di Francesco Laudadio (1984)
- Occhio alla perestrojka, regia di Castellano e Pipolo (1990)
- Nessuno mi crede, regia di Anna Carlucci (1992)
- Frutto proibito, episodio di I fobici, regia di Giancarlo Scarchilli (1998)
- Febbre da cavallo - La mandrakata, regia di Carlo Vanzina (2002)
- Prendimi e portami via, regia di Tonino Zangardi (2003)
- Ma l'amore... sì!, regia di Marco Costa e Tonino Zangardi (2006)
- Scrivilo sui muri, regia di Giancarlo Scarchilli (2007)
- La vita è una cosa meravigliosa, regia di Carlo Vanzina (2010)
- Tutti al mare, regia di Matteo Cerami (2011)
- Ma tu di che segno 6?, regia di Neri Parenti (2014)
- A mano disarmata, regia di Claudio Bonivento (2019)
- Romantiche, regia di Pilar Fogliati (2023)

### Televisione
- Sogni e bisogni, regia di Sergio Citti – miniserie TV, episodio Sant'Analfabeta (1985)
- Oliver Maass – serie TV, 6 episodi (1985)
- Un altro varietà – serie TV (1986)
- Piazza Navona – serie TV, 1 episodio (1988)
- Cinema che follia! – serie TV (1988)
- Alleluja, brava gente – film TV (1995)
- Vado e torno – film TV (1998)
- Le ragioni del cuore – miniserie TV, 1 episodio (2002)
- La stella della porta accanto – film TV (2008)
- Tigri di carta – miniserie TV (2008)
- I Cesaroni – serie TV (2009)
- Due imbroglioni e... mezzo! – miniserie TV, 1 episodio (2010)
- Sarò sempre tuo padre – film TV (2011)
- Trilussa - Storia d'amore e di poesia – film TV (2013)
- Campo de' fiori – film TV (2014)
- Techetechete' (Rai 1, 2015) Puntata 54

## Teatro

### Attore
- Rinaldo in campo di Garinei e Giovannini, regia di Giancarlo Nicotra (1989)
- Gonne, scritto e diretto da Rodolfo Laganà, Rocco Papaleo e Paola Tiziana Cruciani (1992)
- Non solo gonne, regia di Rodolfo Laganà, Rocco Papaleo e Paola Tiziana Cruciani (1993)
- Alleluja brava gente di Garinei e Giovannini, regia di Pietro Garinei (1994)
- Raccordo Anulare World Tour (Cose di casa, Galà Laganà, Vualà Laganà), regia di Rodolfo Laganà, Rocco Papaleo e Paola Tiziana Cruciani (1999-2001)[4]
- The Full Monty di Terrence McNally e David Yazbek, regia di Gigi Proietti (2001-2002)
- Laganà social club, diretto e interpretato da Rodolfo Laganà (2003)
- Il malato immaginario, opera teatrale di Molière, regia di Rodolfo Laganà (2004)
- Laganeide, scritto e diretto da Rodolfo Laganà (2004)
- Geneticamente mortificato, regia di Rodolfo Laganà (2006-2007)
- Se non fossi già confuso mi confonderei, scritto da Rodolfo Laganà e Mario Pappagallo (2008-2009, 2009-2010)
- Rodolfo Laganà Show (Albanestate - Villa Doria) (2009)
- Ladro di razza di Gianni Clementi, regia di Stefano Reali (2010-2011)
- Campo de' fiori, commedia musicale di Gianni Quinto e Rodolfo Laganà, regia di Pino Quartullo (2012)
- Nudo proprietario di Rodolfo Laganà, Paola Tiziana Cruciani e Gianni Quinto (2014)
- Nudo proprietario 2.0, regia di Rodolfo Laganà (2015)
- I sorrisi del portiere di Carlo Picchiotti, regia di Claudio Boccaccini (2016, 2022)
- Rodolfo Laganà Show "Speciale Capodanno" (2017)
- Toro sedato, scritto e diretto da Rodolfo Laganà, Paola Tiziana Cruciani e Roberto Corradi (2018-2019, 2019-2020)
- Amici per la pelle, scritto e diretto da Stefano Reali (2019-2020, 2021-2022)
- Fermo restando, scritto e interpretato da Rodolfo Laganà (2023)[5]

## Spot pubblicitari
È apparso anche in alcuni degli spot della TIM, con Christian De Sica, dal 2005 al 2007.